# Ettore Pizzorni
Ettore Pizzorni (Parma, 10 marzo 1865 – Tolmino, 18 marzo 1916) è stato un ufficiale italiano.

## Biografia
Partecipò alla prima guerra mondiale come tenente colonnello del Regio Esercito nel 25º Reggimento di fanteria "Bergamo". Dal settembre 1915 combatté contro gli austriaci a Santa Maria e Santa Lucia di Tolmino, distinguendosi per le sue doti strategiche e militari. Morì il 18 marzo 1916, colpito fatalmente da un cannone nemico mentre si lanciava all'attacco di una posizione avversaria.
È sepolto al cimitero della Villetta a Parma.